# Марко Вејиновић
Марко Вејиновић (хол. Marko Vejinovic; Амстердам, 3. фебруар 1990) је холандски фудбалер српског порекла. Игра на позицији везног играча, а тренутно наступа за Арку из Гдиње.

## Каријера
Фудбал је почео да тренира када је имао 7 година у малом клубу Зебургија, врло брзо су његов таленат приметили скаути Ајакса, где ће провести 7 година. Након тога је провео једну годину у Утрехту да би постао члан АЗ Алкмара. Са 17 година је дошао до првог тима, за који је дебитовао 21. јануара 2009. у Купу Холандије против Ахилеса. У Ередивизији је дебитовао 22. марта против Фајенорда. Исте године са АЗ Алкмаром је постао првак Холандије и освајач суперкупа. У августу постаје члан Хераклеса, са којим је потписао трогодишњи уговор. Са клубом је 2012. био финалиста купа. 28. јуна 2013. године Вејиновић потписује четворогодишњи уговор са Витесеом. За клуб дебитује 1. августа у Лиги Европе против румунског Петролула. Јуна 2015. године постаје члан Фајенорда. Вредност трансфера је између 3,5 и 5 милиона евра. 8. августа је дебитовао за Фајенорд против Утрехта. Са Фајенордом 2016. године осваја Куп Холандије.

## Репрезентација
Вејиновић може да наступа за Холандију, Србију и Босну и Херцеговину. Прошао је све млађе селекције Холандије. Септембра 2015. године за њега се интересовао селектор Босне и Херцеговине Мехмед Баждаревић. У новембру добија позив селектора Холандије Денија Блинда за пријатељске утакмице Холандије против Велса и Немачке.

## Приватни живот
Марко Вејиновић је рођен у Амстердаму, у српској породици. Његов отац Драган је родом из Честерега код Зрењанина, а мајка Милка из Жуне код Приједора. До своје 18 године је носио мајчино презиме Матић, али је са својим старијим братом Душаном одлучио да после 18 рођендана носи очево презиме Вејиновић. Навија за Црвену звезду. 6. јуна 2015. године оженио се Холанђанком Софи Набер.

## Трофеји

### АЗ Алкмар
- Првенство Холандије (1) : 2008/09.
- Суперкуп Холандије (1) : 2009.

### Фајенорд
- Првенство Холандије (1) : 2016/17.
- Куп Холандије (1) : 2015/16.